# Комара, Кабине
Кабине Комара (фр. Kabiné Komara; род. 8 марта 1950, Канкан) — политический деятель Гвинеи, бывший премьер-министр Гвинейской республики с 30 декабря 2008 по 21 января 2010 года.

## Биография

### Карьера финансиста
Кабине Комара родился 8 марта 1950 года в городе Канкан в области Верхняя Гвинея в семье народности малинке. Получил среднее образование в Конакри. В 1973 году окончил Высшую школу администрации в Конакри и получил диплом по специалиста в области администрирования с пометкой «отлично». В 1975 году стажировался в банке «Швейцарский кредит» в Цюрихе (Швейцария). В 1981 году стажировался в Высшем деловом институте в Париже. В 1982 году стажировался в Школе международных связей и управления в Париже, а затем проходил практику в обществе Пешине. В 1992 году в США изучал валютную экономику в университете Колорадо. В 1997 году Кабине Комара окончил Банковский институт Американского университета в Каире, получив диплом в области управления и банковских инвестиций. Окончил также Высшую школу коммерции в Ренне (Франция). Был заместителем директора по персоналу Гвинейской компании бокситов, директором алюминиевого производства во Фрии. В 1990 году стал членом правящего Переходного совета национального восстановления Гвинеи (фр. Conseil Transitoire de Redressement National) в качестве ответственного за национальное планирование и сотрудничество.
За 33 года административно-финансовой деятельности Кабине Комара проявил себя как крупный специалист в областях международных финансов и банковского управления, в разработке и реализации программ и проектов развития аграрного сектора, дорожной инфраструктуры, путей сообщения, энергетики, водопровода и телекоммуникаций, а также международных переговоров и двусторонних и многосторонних контактов высокого уровня. Занимался вопросами стимулирования и финансирования частного сектора, создания предприятий и управления ими.
С декабря 2003 года Кабине Комара был директором от Гвинеи в Африканском экспортно-импортном банке (АФРЭКСИМБАНК) в Каире. С 1997 года проживал в Египте.
25 февраля 2007 года в условиях политического кризиса и массовых забастовок гвинейские профсоюзы предложили президенту Лансане Конте назначить Кабине Комара новым премьер-министром (он стал одним из четырёх кандидатов на этот пост). Стороны почти пришли к соглашению, однако Конте 26 февраля назначил премьер-министром Лансану Куяте. 28 февраля 2007 года Кабине Комара опубликовал открытое благодарственное письмо соотечественникам, в котором призвал народ строить лучшую Гвинею.

### Премьер-министр Гвинеи
30 декабря 2008 года ордонансом президента Муссы Дади Камары Кабине Комара был назначен премьер-министром Гвинейской республики. Об этом было объявлено в зачитанном рано утром по радио коммюнике Национального совета за демократию и развитие. В тот же день специальным авиарейсом из Каира через Париж и Дакар он прибыл в Конакри, где в аэропорту его встретила делегация членов НСДР. Из аэропорта новый премьер-министр, приветствуемый жителями столицы, отправился в военный лагерь Альфа Яя, где его принял президент Мусса Дади Камара. Их беседа длилась около пяти часов.
Коммюнике НДСР определило права и обязанности Кабине Комары как главы правительства. Ему поручалось руководить работой правительства с правом назначения должностных лиц государственной администрации и руководства ею. Комара получил также право представлять президента на международных встречах. В коммюнике говорилось, что премьер-министр «отвечает за политический и общественный диалог»/
14 января 2009 года Кабине Комара сформировал кабинет из 27 министров и двух государственных секретарей.

#### Состав правительства Кабине Комара
- 1. Министр безопасности и гражданской обороны — генерал Мамадуба Тото Камара (Mamadouba Toto Camara);
- 2. Министр обороны — генерал Секуба Конате (Sekouba Konaté);
- 3. Министр строительства, развития и общественных работ — Бубакар Барри (Boubacar Barry);
- 4. Генеральный секретарь при президенте — Келетиги Фаро (Keletigui Faro);
- 5. Министр по вопросам планирования и поощрения частого сектора — Мамадуба Макс Бангура (Mamadouba Max Bangoura);
- 6. Министр полезных ископаемых и энергетики — Мамуд Тиам (Mahmoud Thiam);
- 7. Министр иностранных дел — Алесандр Сесе Луа (Alexandre Cécé Loua);
- 8. Министр по делам администрации и политическим вопросам — доктор Фредерик Колье (Dr Frédéric Kolié);
- 9. Министр экономики и финансов — капитан Мамаду Санде (Mamadou Sandé);
- 10. Министр образования — Аджа Эша Ба (Hadja Aicha Bah);
- 11. Министр высшего образования и научных исследований — доктор Альфа Кабине Камара (Alpha Kabiné Camara);
- 12. Министр сельского хозяйства — Абдураман Сано (Abdouramane Sanoh);
- 13. Министр юстиции — полковник Сиба Ноламу (Siba Nolamou);
- 14. Министр торговли и промышленности — майор Корка Диалло (Korka Diallo);
- 15. Министр окружающей среды — Папа Коли Курума (Papa Koly Kourouma);
- 16. Министр телекоммуникаций и информационных технологий — полковник Матюран Бангура (Mathurin Bangoura);
- 17. Министр рыболовства — Раймон Унуте (Raymond Ounouted);
- 18. Министр по вопросам африканской интеграции — Абдул Азиз Ба (Abdoul Aziz Bah);
- 19. Министр занятости и административной реформы — доктор Альфа Диалло (Alpha Diallo);
- 20. Министр здравоохранения — полковник Абдулай Шериф Диаби (Abdoulaye Cherif Diaby);
- 21. Министр транспорта — Мамади Каба (Mamadi Kaba);
- 22. Министр туризма Леонье Кулибали (Leonie Koulibaly);
- 23. Министр по вопросам аудита, прозрачности и хорошего управления — Жозеф Кандуно (Joseph Kandouno);
- 24. Министр по вопросам защиты материнства и детства Аджа Макура Силла (Hadja Makoura Sylla);
- 25. Министр информации и культуры — Жюстен Морель Жюниор (Justin Morel Junior);
- 26. Министр по делам молодежи, спорта и молодежной занятости — полковник Фодеба Туре (Fodeba Touré);
- 27. Министр децентрализации и местного развития — Наби Диаките (Naby Diakité);
- 28. Генеральный секретарь по особым поручениям в вопросах борьбы с наркоторговлей и организованной преступностью — капитан Мусса Диокоро Камара (Moussa Diokoro Camara);
- 29. Генеральный секретарь по вопросам общественных работ — Мамади Калло (Mamadi Kallo).

Военные заняли в новом кабинете 10 постов: министр безопасности гражданской обороны генерал Мамаду Камара (член НСДР), министр обороны генерал Секуба Конате (член НСДР), министр — государственный секретарь при президенте республики майор Келети Фаро (член НСДР), министр юстиции доктор наук полковник Сиба Ноламу, министр экономики и финансов капитан Мамаду Санде, министр торговли и промышленности майор Корка Диалло (член НДСР), министр телекоммуникаций и новых информационных технологий полковник Мэтьюрин Бангура (член НДСР), министр здравоохранения полковник Абдулай Шериф Диаби (член НДСР), министр по делам молодежи и спорта полковник Фодеба Туре (член НДСР) и госсекретарь капитан Мусса Диокоро Камара. Министром иностранных дел был назначен бывший посол в Германии Александр Кеке Луа, министром информации и культуры журналист Жюстин Морель Юниор.

### Начало работы правительства
Правительству Кабине Комары пришлось столкнуться с международной изоляцией Гвинеи, вызванной осуждением военного переворота, а также с обеспокоенностью крупнейших мировых алюминиевых компаний возникшей в стране политической нестабильностью. В начале января 2009 года Кабине Комара прибыл в Абуджу (Нигерия) на встречу глав государств ЭКОВАС, однако не смог занять своё место из-за осуждения государствами Западной Африки переворота 23 декабря 2008 года. Однако ему дали возможность выступить на закрытом заседании глав государств. Он заявил, что Гвинея желает интегрироваться в ЭКОВАС и получать помощь, чтобы стать «нормальной страной».
В Абудже Кабине Комара заявил: 
«Я думаю, что будущее Гвинеи зависит, прежде всего от того, насколько искренними будут её руководители в своих обязательствах. Если их дела будут расходиться со словами, то мы вернемся к прежнему положению, а я не буду принимать в этом участия»

### Государственный переворот 2021 года
В октябре 2021 года Кабине Комара поддерживает хунту, осуществившую государственный переворот в Гвинее.

## Частная жизнь
Кабине Комара женат, имеет шесть детей.
Превосходно владеет английским языком и в разговорах пользуется обычно им.